# Radiotecnica
La radiotecnica è una branca dell'elettronica, in particolare la branca concernente le onde radio. Più specificatamente la radiotecnica concerne la realizzazione delle apparecchiature utilizzate per trasmettere e ricevere le onde radio che attraversano il canale o mezzo di comunicazione radio: il radiotrasmettitore e il radioricevitore.

## Ambiti di impiego
I principali ambiti in cui trova impiego la radiotecnica sono i seguenti:
- radiocomunicazione;
- radiolocalizzazione;
  - radarlocalizzazione;
- radionavigazione;
  - radarnavigazione;
- radioastronomia.

La radiocomunicazione è la telecomunicazione che utilizza come mezzo trasmissivo le onde radio. La radiolocalizzazione è la localizzazione di un radiotrasmettitore che sta trasmettendo o la localizzazione di un corpo radioriflettente (cioè in grado di riflettere onde radio su di esso incidenti). Nel secondo caso si parla più specificatamente di radarlocalizzazione. La radionavigazione è la navigazione assistita dal radiotrasmettitore e dal radioricevitore. Una forma particolare di radionavigazione è la radarnavigazione. La radarnavigazione è la navigazione assistita dal radar. La radioastronomia è il settore dell'astronomia inerente alle onde radio emesse dai corpi celesti.